# 小行星8635
小行星8635（英語：8635 Yuriosipov）是一颗围绕太阳公转的小行星。1985年8月13日，尼古拉·切爾尼赫在纳昂切尼奇发现了此天体。
这颗小行星的绝对星等为336.3235696419442等。